# Chronologie des plus anciennes universités
Cette liste recense 'chronologiquement les universités fondées avant le XVIe siècle. Beaucoup d'entre elles ont été supprimées au cours de l'histoire, notamment en France en 1793 en application du décret de la Convention du 15 septembre 1793 qui supprimait tous les collèges et universités de la République, décret qui fut suspendu le lendemain, ce qui fit que les universités subsistèrent en fait jusqu'à la loi du 7 ventôse an III (25 février 1795), créant les écoles centrales remplaçant les universités.
De nombreuses Universités en Europe ont continué leur existence sans interruption jusqu'à nos jours.

## IIesiècleav. J.-C.

Guozijian, Pékin

- Taixue 太学, « Grande école » ou « Université nationale » : elle fut officiellement fondée en 124 av. J.-C. par l’empereur Han Wudi 汉武帝 à Chang'an (长安), la capitale de l’empire Han, en Chine. L’empereur adopta le confucianisme comme idéologie officielle de l’état[n 1]. Le programme d’étude était centré sur les Cinq Classiques (wujing 五经). La Taixue était destinée à former des érudits pour le service administratif d’état.
En 605, sous la dynastie Sui (581-618), fut institué le système des examens impériaux (keju 科举). Peu après, sous la dynastie Tang (618-907), est apparue la Guozijian 国子监 « Académie impériale » qui devint une institution éducative centrale, supervisant l'éducation confucéenne et jouant un rôle clé dans la préparation des candidats aux examens impériaux (notamment le « doctorat ès lettres impérial » Jinshi) par l'intermédiaire de la Taixue qui lui été subordonnée. Sous les Yuan (1279-1368), la Guozijian absorba définitivement les fonctions de la Taixue
 En 1905, la Guozijian fut fermée et par conséquent la Taixue aussi.
La longévité de l’Université nationale, la Taixue, en tant qu’institution éducative supérieure publique, porteuse de l’éducation confucéenne, est exceptionnelle, puisqu’elle s’étale sur 2 029 années[1] et qu’elle fut capable de s’adapter pour perdurer à travers des siècles de bouleversements politiques, sociaux et culturels.
Lors de la Réforme des Cent Jours en 1898, l’éducation et les fonctions administratives de la Guozijian ont été principalement remplacées par l’Université de la capitale impériale (également traduite par Université impériale de Pékin), qui est devenue plus tard l’Université de Pékin  (Beijing daxue 北京大学) moderne.

## IIesiècle
- Université de Madaure : L'une des premières du continent africain, dont il ne reste aujourd'hui que des ruines, située dans la ville de M'daourouch (Madauros ou Madaura est l'ancien nom de la ville romano-numide) dans la wilaya de Souk Ahras en Algérie. Elle fut fréquentée par Saint Augustin, Apulée et Maxime de Madaure[2],[3],[4],[5],[6],[7].

## Vesiècle
- Université de Constantinople : Fondée le 27 février 425 avec un corps de 31 professeurs, plusieurs chercheurs considèrent l'université de Constantinople, ou « Pandidakterion » (Πανδιδακτήριον), comme la première université dans le monde. Les centres d'enseignement supérieur byzantins ressemblent toutefois davantage aux écoles antiques qu'à la structure corporative des universités médiévales[8]. Néanmoins, le Dictionnaire encyclopédique du Moyen Âge identifie le Pandidakterion comme une « institution universitaire »[9]. Elle enseigne jusque sous Justinien au IXe siècle, où elle disparaît à la suite de bouleversements politiques.

## VIIIesiècle
- 737 - Université Zitouna en Tunisie : selon l'historien Hassan Hosni Abdelwaheb et si on se réfère à la date de la construction de la mosquée, la Zitouna serait le plus ancien établissement d'enseignement du monde arabe puisqu'une médersa y est fondée dès 737[10],[11],[12],[13],[14]. La Grande Mosquée Ez-Zitouna est l’une des mosquées les plus anciennes et les plus célèbres en terre d’Islam. Ce qui a fait la renommée de cette mosquée, ce n’est pas seulement le rôle qu’elle a joué en tant que lieu de prière et de culte mais également et surtout le rôle scientifique et culturel qu’elle a assumé à travers les temps[15], depuis le début du deuxième siècle de l’Hégire (VIIIe siècle)[16]. Elle abrite également une bibliothèque importante qui remonte aux premiers siècles d'existence de la mosquée. Les chroniqueurs rapportent qu'une partie de celle-ci a brûlé lors du sac de Tunis par les armées de Charles Quint en 1535[17]. L'université Ez-Zitouna a connu une situation de prospérité entre 1237 et 1573 dépassant alors en prestige l'université de la grande mosquée de Kairouan qui est le modèle de mosquée des autres mosquées d'Afrique du nord et d'al-andalus. Le savant Abderrahmane Ibn Khaldoun, qui a fait ses études à la mosquée Ez-Zitouna, la classe à l’avant-garde des établissements d’enseignement dans le Maghreb Islamique durant les XIVe et XVe siècles. En effet l’enseignement dispensé à la mosquée Ez-Zitouna embrasse l’enseignement islamique littéraire et religieux, la philosophie, l’ensemble des sciences intellectuelles et mathématiques, notamment la médecine, l’astrologie et la mathématique. Après l'indépendance tunisienne la Zitouna cessa d’être une université, aujourd'hui l'Université Zitouna a été déplacé elle ne fait plus office dans la mosquée mais est une université tunisienne basée à Montfleury (Tunis).

## IXesiècle
- 877 - Université Al Quaraouiyine de Fès au Maroc : reconnue comme la plus ancienne université du monde encore en activité par le Livre Guinness des records[18], l'UNESCO[19] et plusieurs historiens[20],[21],[22],[23],[24],[25],[26], cette reconnaissance ne fait toutefois pas le consensus ; tandis que des historiens tels al-Jaznai[27] (XIVe siècle) et Lévi-Provençal[28] (XXe siècle) considèrent qu'elle ne devient effectivement une université qu'au XIIIe siècle, quand l'enseignement devient généralisé et moins centré autour de la religion islamique et qu'Al Quaraouiyine forme plusieurs philosophes et penseurs, dont plusieurs non-Musulmans. Certains historiens, considérant le concept de l'Université comme purement euro-chrétien[29],[30],[31] et refusant de considérer en tant qu'université toute institution de la sorte en dehors de l'espace chrétien ou européen, considèrent qu'al-Quaraouiyine ne peut être considérée en tant qu'université qu'à partir du XXe siècle, en devenant une université moderne sous la supervision du ministère de l'éducation marocain en 1963[32],[33],[34],[35],[36],[37],[38],[39].

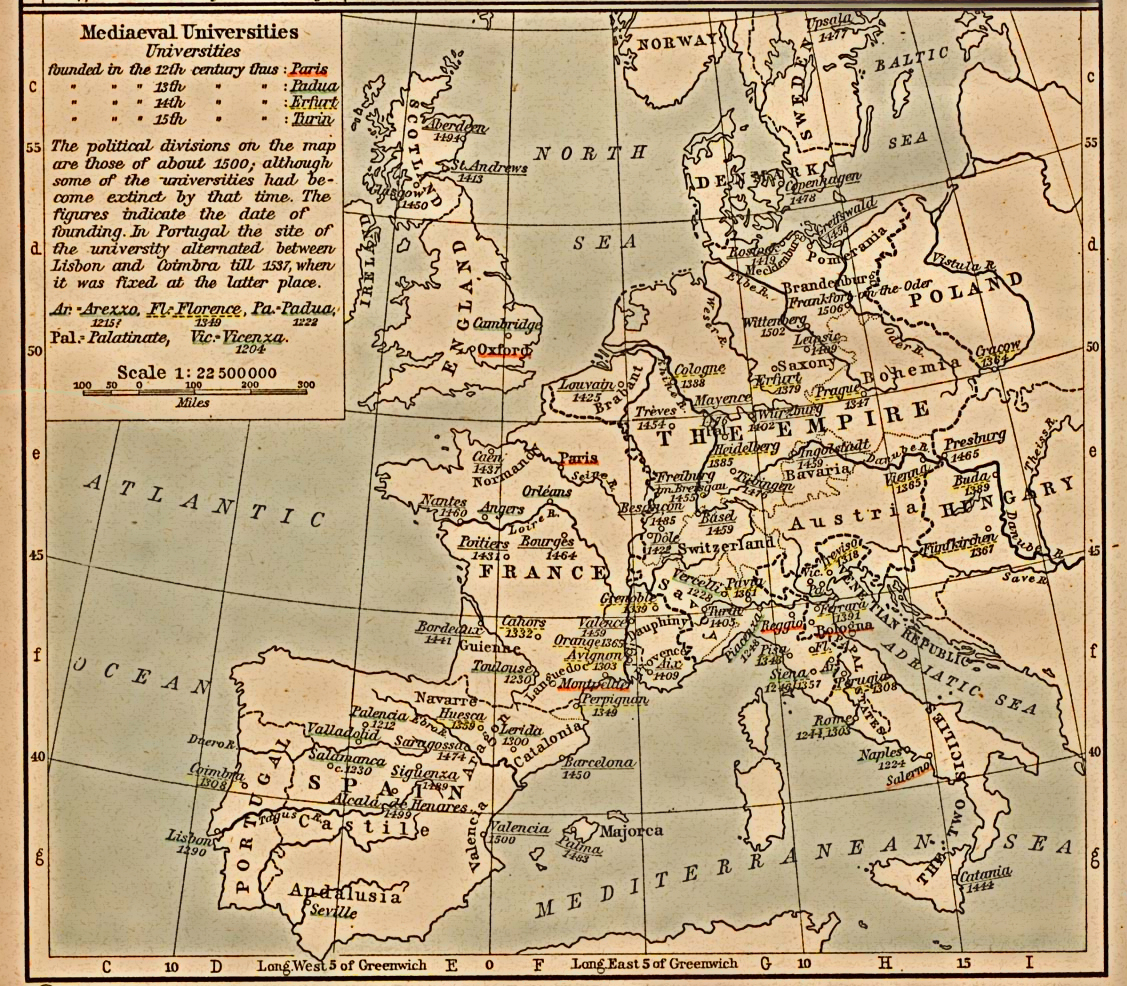
Carte des universités médiévales en Europe occidentale, publiée en 1923.

- École de médecine de Salerne, elle atteint un rayonnement international au XIe siècle avec Constantin l'Africain et Alfan de Salerne[40].

## Xesiècle
- 962 - Université de Parme[41],[42],[43]
- 988 - Université al-Azhar du Caire

## XIesiècle
- 1065 - Université Nizamiyyah de Bagdad
- 1088 - Université de Bologne[44]
- 1096 - Université d'Oxford

## XIIesiècle
- 1100 - Université de Sankoré
- 1175 - Université de Modène[45]
- 1200 - Université de Paris (mais apparue à titre informel dès le milieu du XIIe siècle, et on peut même en situer les prémices au IXe siècle, sous Charlemagne, alors précurseur en Europe), supprimée en  1793 et recréée en 1896, divisée en plusieurs universités en 1971.

## XIIIesiècle
- début du XIIIe siècle - Université d'Oxford[46]
- 1209 - Université de Cambridge[46]
- 1218 - Université de Salamanque[46]
- 1220 - École de médecine de Montpellier.
- 1222 - Université de Padoue[46]
- 1224 - Université de Naples[46]
- 1229 - Université de Toulouse[46]  supprimée en  1793 et recréée en 1896.
- 1233 - Université al-Mustansiriyah de Bagdad[47]
- 1241 - Université de Valladolid
- 1245 - Université de Rome
- 1246 - Université de Sienne[46] (disparue vers 1252 pour être refondée en 1357) puis fusionnée avec Pise en 1851, redevenue indépendante en 1859.
- 1280 - Université de Gladzor
- 1289 - Université de Montpellier (mais apparue à titre informel dès le XIIe siècle) supprimée en  1793 et recréée en 1896.
- 1290 - Université de Coimbra
- 1290 - Université de Lisbonne[46] (Coimbra de 1308 à 1338, de 1354 à 1377 et à partir de 1537)
- 1290 - Université de Macerata
- 1293 - Université de Alcalá de Henares (qui en 1836 déménagea à Madrid. En 1977, l'Universidad de Alcalá a été refondée)
- 1300 - Université de Lérida[46] supprimée en  1717 et recréée en 1991.

## XIVesiècle
- 1303 - Université d'Avignon supprimée en  1793. et recréée en 1963.
- 1305 - Université d'Orléans supprimée en  1793 et recréée en 1808.
- 1308 - Université de Pérouse
- 1321 - Université de Florence
- 1325 - Université de Tombouctou
- 1331 - Université de Cahors (supprimée en 1751)
- 1336 - Université de Camerino
- 1339 - Université de Grenoble supprimée en 1792, recréée en 1805.
- 1343 - Université de Pise fusionnée avec Sienne en 1851, redevenue indépendante en 1859.
- 1348 - Université de Prague
- 1350 - Université de Perpignan supprimée en  1794 et recréée en 1979.
- 1360 - Université de Pavie
- 1364 - Université d'Angers
- 1364 - Université de Cracovie
- 1365 - Université de Vienne
- 1367 - Université de Pécs supprimée, puis refondée en 1912.
- 1386 - Université de Heidelberg
- 1388 - Université de Cologne , supprimée en 1798 et recréée en 1919.
- 1389 - Université de Budapest , supprimée et recréée plusieurs fois.
- 1391 - Université de Ferrare
- 1392 - Université d'Erfurt (supprimée en 1816 puis rouverte en 1994)
- 1396 - Université de Zadar

## XVesiècle
- 1405 : Université de Turin
- 1409 : Université d'Aix devenue université d'Aix-Marseille
- 1409 : Université de Leipzig
- 1413 : Université de St Andrews
- 1419 : Université de Rostock
- 1423 : Université de Dole supprimée en 1793, mais recréée en 1845
- 1425 : Université de Louvain supprimée en 1797 puis recréée en 1817 en une université d'état remplacée par l'Université catholique de Louvain en 1835.
- 1430 : Université de Ferrare
- 1431 : Université de Poitiers
- 1432 : Université de Caen supprimée en 1791, mais recréée en 1806
- 1441 : Université de Bordeaux supprimée en 1793, mais recréée en 1896
- 1444 : Université de Catane
- 1450 : Université de Barcelone
- 1451 : Université de Glasgow
- 1452 : Université de Valence
- 1453 : Université d'Istanbul
- 1456 : Université de Greifswald
- 1459 : Université de Bâle
- 1461 : Université de Nantes supprimée en 1793 et refondée en 1962
- 1470 : Université de Saragosse mais ne devient une université qu'en 1542
- 1472 : Université de Munich fondée en 1472 à Ingolstadt et transférée en 1826 à Munich.
- 1476 : Université de Mayence supprimée en 1798 mais recréée en 1946
- 1477 : Université de Tübingen
- 1477 : Université d'Uppsala
- 1478 : Université de Copenhague
- 1481 : Université de Gênes
- 1494 : Université d'Aberdeen
- 1495 : Université de Saint-Jacques-de-Compostelle
- 1499 : Université de Valence

## XVIesiècle
- 1502 : Université de Wittemberg, fusionne en 1817 avec l'université de Halle pour former l'université Martin-Luther de Halle-Wittemberg, établie désormais à Halle.
- 1505 : Université de Séville
- 1506 : Université d'Urbino
- 1520 : Université royale de Tolède, supprimée en 1845
- 1525 : Université de Tournai, supprimée en 1530
- 1525 : Université de Zurich, faculté de théologie datant de 1525 ; mais plusieurs facultés fusionnent en une seule université en 1833.
- 1527 : Université de Marbourg
- 1531 : Université de Grenade
- 1537 : Université de Lausanne, l'académie est ouverte en 1537 à la suite de l'invasion du pays de Vaud par les Bernois. Il s'agit alors de la première académie réformée de langue française au monde.
- 1538 : Université de Strasbourg
- 1548 : Université de Messine
- 1548 : université de Reims, supprimée en 1793 et recrée en 1967
- 1551 : Université nationale principale de San Marcos, première université en Amérique. Elle existe toujours.
- 1559 : Université du Saint-Esprit d'Évora, supprimée en 1759 et recrée en 1973 : Université d'Évora.
- 1559 : Université de Genève
- 1562 : université de Douai, supprimée en 1793, recréée en 1854 puis transférée en 1887 à Lille sous le nom d'Université de Lille.
- 1572 : université de Pont-à-Mousson supprimée en 1793, recréée en 1854 sous le nom d'Université de Nancy
- 1573 : Université Palacký d'Olomouc
- 1574 : Université d'Oviedo
- 1575 : Université de Leyde
- 1582 : Université de Fribourg
- 1583 : Université d'Édimbourg
- 1585 : Université de Graz
- 1592 : Université de Dublin